# Le Freak (dansk band)
Le Freak er en pop-gruppe fra Danmark.
De deltog i Dansk Melodi Grand Prix 2011 med sangen "25 Hours A Day". De kom til semifinalen og endte på en delt tredjeplads sammen med Stine Kinck - "Hvad hjertet lever af".
Ditte Marie deltog igen i 2018.

## Diskografi
- Le Freak (2011)